# Liste der olympischen Medaillengewinner aus der Dominikanischen Republik
Das Comité Olímpico Dominicano wurde 1946 gegründet und 1962 vom Internationalen Olympischen Komitee aufgenommen.

## Medaillenbilanz
Bislang konnten 37 Sportler aus der Dominikanischen Republik 15 olympische Medaillen erkämpfen (4 × Gold, 5 × Silber und 6 × Bronze).
| Dominikanische Republik bei den Olympischen Sommerspielen                       | Dominikanische Republik bei den Olympischen Sommerspielen | Dominikanische Republik bei den Olympischen Sommerspielen | Dominikanische Republik bei den Olympischen Sommerspielen | Dominikanische Republik bei den Olympischen Sommerspielen | Dominikanische Republik bei den Olympischen Sommerspielen |      | Dominikanische Republik bei den Olympischen Winterspielen | Dominikanische Republik bei den Olympischen Winterspielen | Dominikanische Republik bei den Olympischen Winterspielen | Dominikanische Republik bei den Olympischen Winterspielen | Dominikanische Republik bei den Olympischen Winterspielen | Dominikanische Republik bei den Olympischen Winterspielen |
| Jahr                                                                            | Gold                                                      | Silber                                                    | Bronze                                                    | Gesamt                                                    | Rang                                                      | Jahr | Gold                                                      | Silber                                                    | Bronze                                                    | Gesamt                                                    | Rang                                                      |                                                           |
| 1964                                                                            | 0                                                         | 0                                                         | 0                                                         | 0                                                         |                                                           |      | 1964                                                      | –                                                         | –                                                         | –                                                         | –                                                         | –                                                         |
| 1968                                                                            | 0                                                         | 0                                                         | 0                                                         | 0                                                         |                                                           |      | 1968                                                      | –                                                         | –                                                         | –                                                         | –                                                         | –                                                         |
| 1972                                                                            | 0                                                         | 0                                                         | 0                                                         | 0                                                         |                                                           |      | 1972                                                      | –                                                         | –                                                         | –                                                         | –                                                         | –                                                         |
| 1976                                                                            | 0                                                         | 0                                                         | 0                                                         | 0                                                         |                                                           |      | 1976                                                      | –                                                         | –                                                         | –                                                         | –                                                         | –                                                         |
| 1980                                                                            | 0                                                         | 0                                                         | 0                                                         | 0                                                         |                                                           |      | 1980                                                      | –                                                         | –                                                         | –                                                         | –                                                         | –                                                         |
| 1984                                                                            | 0                                                         | 0                                                         | 1                                                         | 1                                                         | 43                                                        |      | 1984                                                      | –                                                         | –                                                         | –                                                         | –                                                         | –                                                         |
| 1988                                                                            | 0                                                         | 0                                                         | 0                                                         | 0                                                         |                                                           |      | 1988                                                      | –                                                         | –                                                         | –                                                         | –                                                         | –                                                         |
| 1992                                                                            | 0                                                         | 0                                                         | 0                                                         | 0                                                         |                                                           |      | 1992                                                      | –                                                         | –                                                         | –                                                         | –                                                         | –                                                         |
| 1996                                                                            | 0                                                         | 0                                                         | 0                                                         | 0                                                         |                                                           |      | 1994                                                      | –                                                         | –                                                         | –                                                         | –                                                         | –                                                         |
| 2000                                                                            | 0                                                         | 0                                                         | 0                                                         | 0                                                         |                                                           |      | 1998                                                      | –                                                         | –                                                         | –                                                         | –                                                         | –                                                         |
| 2004                                                                            | 1                                                         | 0                                                         | 0                                                         | 1                                                         | 54                                                        |      | 2002                                                      | –                                                         | –                                                         | –                                                         | –                                                         | –                                                         |
| 2008                                                                            | 1                                                         | 1                                                         | 0                                                         | 2                                                         | 46                                                        |      | 2006                                                      | –                                                         | –                                                         | –                                                         | –                                                         | –                                                         |
| 2012                                                                            | 1                                                         | 1                                                         | 0                                                         | 2                                                         | 46                                                        |      | 2010                                                      | –                                                         | –                                                         | –                                                         | –                                                         | –                                                         |
| 2016                                                                            | 0                                                         | 0                                                         | 1                                                         | 1                                                         | 78                                                        |      | 2014                                                      | –                                                         | –                                                         | –                                                         | –                                                         | –                                                         |
| 2020                                                                            | 0                                                         | 3                                                         | 2                                                         | 5                                                         | 68                                                        |      | 2018                                                      | –                                                         | –                                                         | –                                                         | –                                                         | –                                                         |
| 2024                                                                            | 1                                                         | 0                                                         | 2                                                         | 3                                                         | 59                                                        |      | 2022                                                      | –                                                         | –                                                         | –                                                         | –                                                         | –                                                         |
| Gesamt                                                                          | 4                                                         | 5                                                         | 6                                                         | 15                                                        |                                                           |      | Gesamt                                                    | 0                                                         | 0                                                         | 0                                                         | 0                                                         |                                                           |
| \| \| Gold \| Silber \| Bronze \| Gesamt \| \| Ges. S+W \| 4 \| 5 \| 6 \| 15 \| |                                                           |                                                           |                                                           |                                                           |                                                           |      |                                                           |                                                           |                                                           |                                                           |                                                           |                                                           |
|                                                                                 | Gold                                                      | Silber                                                    | Bronze                                                    | Gesamt                                                    |                                                           |      |                                                           |                                                           |                                                           |                                                           |                                                           |                                                           |
| Ges. S+W                                                                        | 4                                                         | 5                                                         | 6                                                         | 15                                                        |                                                           |      |                                                           |                                                           |                                                           |                                                           |                                                           |                                                           |

## Medaillengewinner
| Name                 | Sportart       | Jahr                | Disziplin                       | Gold | Silber | Bronze | Gesamt |
| -------------------- | -------------- | ------------------- | ------------------------------- | ---- | ------ | ------ | ------ |
| Yunior Alcántara     | Boxen          | 2024 Paris          | Fliegengewicht, Herren          | –    | –      | 1      | 1      |
| Darío Álvarez        | Baseball       | 2020 Tokio          | Herren                          | –    | –      | 1      | 1      |
| Gabriel Arias        | Baseball       | 2020 Tokio          | Herren                          | –    | –      | 1      | 1      |
| Jairo Asencio        | Baseball       | 2020 Tokio          | Herren                          | –    | –      | 1      | 1      |
| Roldani Baldwin      | Baseball       | 2020 Tokio          | Herren                          | –    | –      | 1      | 1      |
| José Bautista        | Baseball       | 2020 Tokio          | Herren                          | –    | –      | 1      | 1      |
| Emilio Bonifacio     | Baseball       | 2020 Tokio          | Herren                          | –    | –      | 1      | 1      |
| Zacarías Bonnat      | Gewichtheben   | 2020 Tokio          | Mittelgewicht (- 81 kg), Herren | –    | 1      | –      | 1      |
| Melky Cabrera        | Baseball       | 2020 Tokio          | Herren                          | –    | –      | 1      | 1      |
| Luis Felipe Castillo | Baseball       | 2020 Tokio          | Herren                          | –    | –      | 1      | 1      |
| Félix Díaz           | Boxen          | 2008 Peking         | Halbweltergewicht, Herren       | 1    | –      | –      | 1      |
| Jumbo Díaz           | Baseball       | 2020 Tokio          | Herren                          | –    | –      | 1      | 1      |
| Lidio Féliz          | Leichtathletik | 2020 Tokio          | 4 × 400 m Staffel, Mixed        | –    | 1      | –      | 1      |
| Juan Francisco       | Baseball       | 2020 Tokio          | Herren                          | –    | –      | 1      | 1      |
| Junior García        | Baseball       | 2020 Tokio          | Herren                          | –    | –      | 1      | 1      |
| Jeison Guzmán        | Baseball       | 2020 Tokio          | Herren                          | –    | –      | 1      | 1      |
| Jhan Mariñez         | Baseball       | 2020 Tokio          | Herren                          | –    | –      | 1      | 1      |
| Anabel Medina        | Leichtathletik | 2020 Tokio          | 4 × 400 m Staffel, Mixed        | –    | 1      | –      | 1      |
| Erick Mejia          | Baseball       | 2020 Tokio          | Herren                          | –    | –      | 1      | 1      |
| Cristopher Mercedes  | Baseball       | 2020 Tokio          | Herren                          | –    | –      | 1      | 1      |
| Yulis Mercedes       | Taekwondo      | 2008 Peking         | Fliegengewicht, Herren          | –    | 1      | –      | 1      |
| Johan Mieses         | Baseball       | 2020 Tokio          | Herren                          | –    | –      | 1      | 1      |
| Pedro Nolasco        | Boxen          | 1984 Los Angeles    | Bantamgewicht, Herren           | –    | –      | 1      | 1      |
| Gustavo Núñez        | Baseball       | 2020 Tokio          | Herren                          | –    | –      | 1      | 1      |
| Alexander Ogando     | Leichtathletik | 2020 Tokio          | 4 × 400 m Staffel, Mixed        | –    | 1      | –      | 1      |
| Marileidy Paulino    | Leichtathletik | 2020 Tokio          | 400 m, Damen                    | –    | 1      | –      | 3      |
| Marileidy Paulino    | Leichtathletik | 2020 Tokio          | 4 × 400 m Staffel, Mixed        | –    | 1      | –      | 3      |
| Marileidy Paulino    | Leichtathletik | 2024 Paris          | 400 m, Damen                    | 1    | –      | –      | 3      |
| Yefri Pérez          | Baseball       | 2020 Tokio          | Herren                          | –    | –      | 1      | 1      |
| Luisito Pié          | Taekwondo      | 2016 Rio de Janeiro | Fliegengewicht, Herren          | –    | –      | 1      | 1      |
| Cristian Pinales     | Boxen          | 2024 Paris          | Halbschwergewicht, Herren       | –    | –      | 1      | 1      |
| Denyi Reyes          | Baseball       | 2020 Tokio          | Herren                          | –    | –      | 1      | 1      |
| Julio Rodríguez      | Baseball       | 2020 Tokio          | Herren                          | –    | –      | 1      | 1      |
| Ramón Rosso          | Baseball       | 2020 Tokio          | Herren                          | –    | –      | 1      | 1      |
| Ángel Sánchez        | Baseball       | 2020 Tokio          | Herren                          | –    | –      | 1      | 1      |
| Félix Sánchez        | Leichtathletik | 2004 Athen          | 400 m Hürden, Herren            | 1    | –      | –      | 2      |
| Félix Sánchez        | Leichtathletik | 2012 London         | 400 m Hürden, Herren            | 1    | –      | –      | 2      |
| Crismery Santana     | Gewichtheben   | 2020 Tokio          | Schwergewicht, Frauen           | –    | –      | 1      | 1      |
| Luguelín Santos      | Leichtathletik | 2012 London         | 400 m, Herren                   | –    | 1      | –      | 2      |
| Luguelín Santos      | Leichtathletik | 2020 Tokio          | 4 × 400 m Staffel, Mixed        | –    | 1      | –      | 2      |
| Charlie Valerio      | Baseball       | 2020 Tokio          | Herren                          | –    | –      | 1      | 1      |